# Hartmuth Baldamus
Hartmuth Baldamus (ur. 10 sierpnia 1891 w Dreźnie, zm. 14 kwietnia 1917 nad Sainte-Marie-à-Py) – as lotnictwa niemieckiego Luftstreitkräfte z 18 potwierdzonymi  zwycięstwami w I wojnie światowej. 

## Informacje ogólne
Hartmuth Baldamus rozpoczął służbę w lotnictwie z dniem wybuchu wojny i został przydzielony do  FFA 20. W jednostce latał ponad półtora roku odnosząc 5 potwierdzonych zwycięstw do 27 sierpnia, kiedy to został przydzielony do eskadry myśliwskiej Jagdstaffel 5. W jednostce służył do początku listopada 1916 roku. Następnym przydziałem była Jagdstaffel 9 dowodzona przez Kurta Studenta. 
24 kwietnia pilotowany przez niego samolot zderzył się z pilotowanym przez kaprala Simona francuskim Nieuportem. Hartmuth Baldamus zginął na miejscu.

## Odznaczenia
- Order Hohenzollernów
- Krzyż Żelazny I Klasy
- Krzyż Żelazny II Klasy